# Вяземський (місто)
Вя́земський (рос. Вяземский) — місто, центр Вяземського району Хабаровського краю, Росія. Адміністративний центр та єдиний населений пункт Вяземського міського поселення.

## Населення
Населення — 14555 осіб (2010; 15760 у 2002).